# Тот, Аладар
А́ладар Тот (венг. Tóth Aladár; 4 февраля 1898, Секешфехервар, Австро-Венгрия — 18 октября 1968, Будапешт, Венгрия) — венгерский музыковед и музыкальный критик.

## Биография
Защитил диссертацию об эстетике музыкальной драматургии Моцарта (1925); в дальнейшем опубликовал книгу об опере Моцарта «Свадьба Фигаро» (1928) и монографию «Моцарт» (1941). Написал также книги о Листе, Кодаи, Верди. В 1920—1939 гг. музыкальный критик ведущих венгерских газет. В 1940 г. вместе с женой, пианисткой Анни Фишер, эмигрировал в Швецию. По возвращении на родину в 1946 г. был назначен директором Будапештской оперы и занимал этот пост до 1956 г. Лауреат премии имени Баумгартена и премии имени Кошута (1952).
Имя Тота в 1986 г. присвоено музыкальной школе в Будапеште, основанной в 1903 г. Эрнё Фодором.